# Kurt Priem

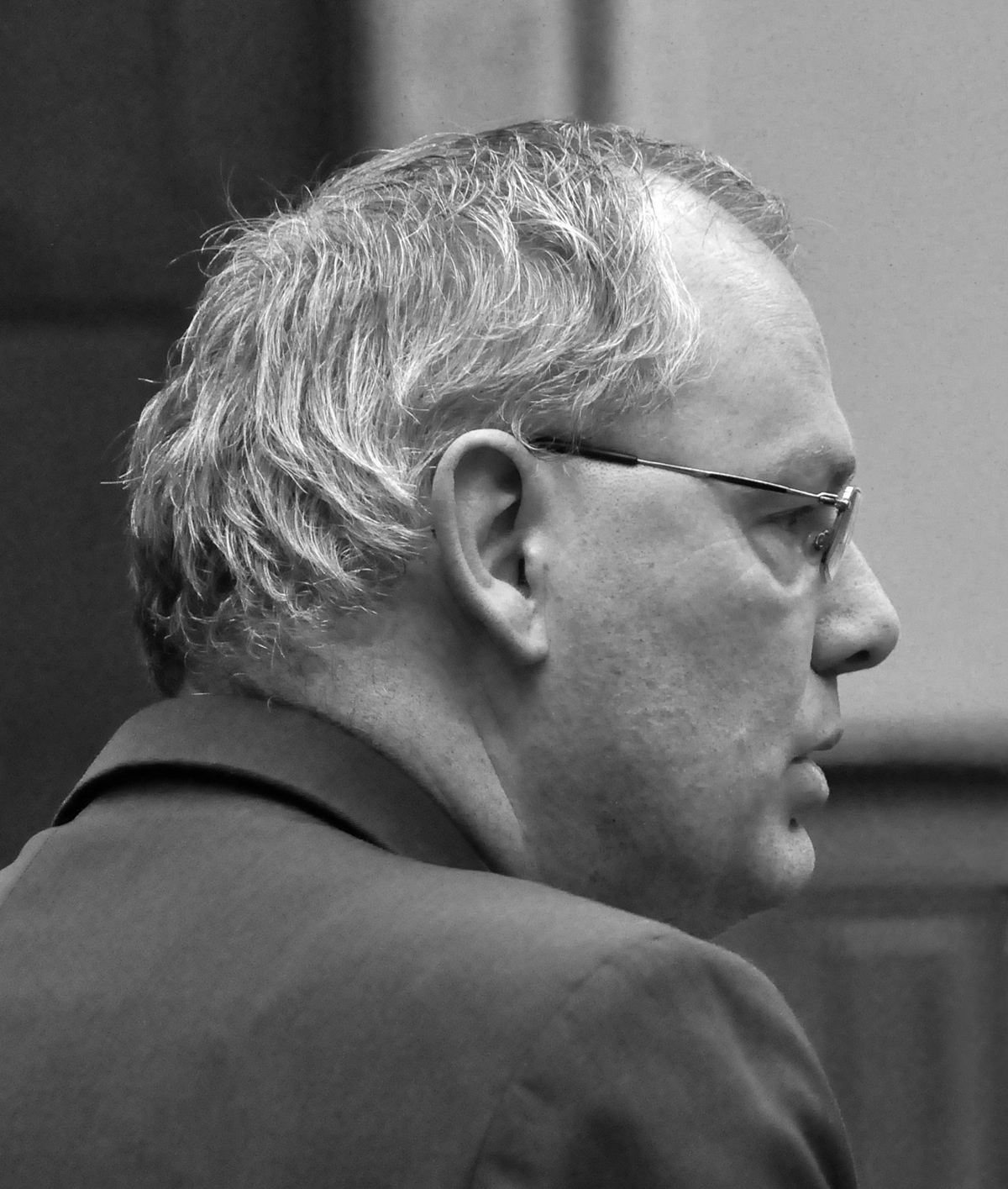
Kurt Priem

Kurt Priem (Roeselare, 17 juli 1963) is een Belgisch rooms-katholiek priester, historicus en archivaris.

## Levensloop
Priem doorliep de Latijns-Griekse humaniora in het Sint-Jozefscollege Izegem (1974-1981) en vervolgde met filosofische en theologische studies, evenals geschiedenis in het Groot Seminarie Brugge en aan de Katholieke Universiteit Leuven. Hij behaalde een licentiaat theologie (1990) en moderne geschiedenis (1991). Hij werd tot priester gewijd op 10 juli 1988 in de Sint-Rafaëlskerk, Izegem. Na een sabbatjaar in 2017, waarbij hij verbleef in het Venerable English College in Rome, promoveerde Priem tot doctor in de theologie aan de Katholieke Universiteit Leuven op 28 augustus 2023 en werkt sinds begin 2023 aan een catalografieproject in de Maurits Sabbebibliotheek in Leuven.
Sinds januari 2022 draagt hij in de Sint-Basiliuskapel in Brugge de maandelijkse Tridentijnse Mis op.
Zijn voormalige en huidige activiteiten behelzen:
- Subregent Paus Adriaan VI-college, Leuven (1987-1989)
- Studentenbegeleider Leo XIII-seminarie, Leuven (1989-1990)
- Directeur-econoom Leo XIII-seminarie, Leuven (1990-1993)
- Geestelijk Directeur Johannes XXIII-seminarie, Leuven (1991-1994)
- Aalmoezenier 29e Bataljon Logistiek, Propsteierwald (1993-1994)
- Medepastoor St.-Amandusparochie (1994-1996) & pastoor federatie Wingene (1996-2000)
- Lid St.-Amanduskerkkoor Wingene (1994- )
- Archivaris Grootseminarie Brugge (1997-2017)
- Docent kerkgeschiedenis (1997-2005) & professor Grootseminarie Brugge (2005-2017)
- Archivaris Bisdom Brugge (2000-2017)
- Rector oecumenische kapel Brugge (2000- )
- Chaplain & Lecturer International Community Brothers of Charity, Maria-Aalter (2000-2013)
- Bestuurslid Ons Wingene (1998- )
- Bestuurslid (2000- ) & redactiesecretaris (2010-2021) Genootschap voor Geschiedenis te Brugge
- Lid stuurgroep Forum Kerkelijke Archieven Vlaanderen/Religieus Cultureel Erfgoed (2004-2017)
- Lid adviesraad Centrum voor Religieuze Kunst en Cultuur (CRKC) (2010-2017)
- Secretaris van de Vlaamse Werkgroep voor Hedendaagse Latijnse Liturgie
- Co-chairman Belgian Anglican Roman Catholic Group (2017- )
- Medewerkend priester decanaat Tielt (2018- )
- Voorzitter diocesaan comité Brugge-Lincoln-Nottingham (2018- )

## Publicaties

### Historische publicaties
- Willem, pastoor van Izegem, getuige in een middeleeuws geschil, in: “Ten Mandere. Heemkundige periodiek voor Izegem en omgeving”, 23 (1983), p.140-150, 295-297.
- Pieter Jozef en Pieter Frans Verheede. Een halve eeuw notariaat te Izegem (1721-1769), in “Ten Mandere. Heemkundige periodiek voor Izegem en omgeving”, 23 (1983), p.275-291.
- Petrus Josephus Fattou, pastoor-kloosterling in beroerde tijden (1754-1817), in: “Ten Mandere. Heemkundige periodiek voor Izegem en omgeving”, 24 (1984), p.28-70.
- Armlastigen te Izegem in mei 1786, in: “Ten Mandere. Heemkundige periodiek voor Izegem en omgeving”, 25 (1985), p.3-15.
- Het Ancien Régime, in: J.M.Lermyte, ed., 'Geschiedenis van Izegem', Izegem, 1985, p.81-112.
- De opleiding van de Brugse clerus in 1790, in: “Internationaal Katholiek Tijdschrift Communio”, 15 (1990), p.312-318.
- Een Jakobijn in het Blauwhuis van Izegem?, in: “Biekorf”, 92 (1992), p.223-228.
- Izegem en het bisdom Gent, in: “Ten Mandere. Heemkundige periodiek voor Izegem en omgeving, 32 (1992), p.57-58.
- God of de keizer? Clerus en politiek te Brugge (1780-1802) (“Vlaamse Historische Studies”, 9), Brugge, 1996.
- Voor wie de klok niet luidde. Brugse kanunniken en de residentieplicht in de 18de eeuw, in: E.Put, M.J.Marinus & H.Storme, eds., “Geloven in het verleden. Studies over het godsdienstig leven in de vroegmoderne tijd aangeboden aan Michel Cloet”, Leuven, 1996, p.223-233.
- Politiek op de preekstoel, Wingene anno 1797, in: “Ons Wingene” 1 (1998), p.59-66.
- Brugs erfgoed: de bibliotheek van mgr. Malou, in: “Ministrando”, 38 (2002), p.217-220.
- Ora et labora. Het spirituele leven van de Duinheren, in: “Ministrando”, 38 (2002), p.553-565.
- Het intellectuele leven van de Duinheren, in: “Ministrando”, 38 (2002), p.661-681.
- Bronnen voor de kloostergeschiedenis in het Bisschoppelijk Archief en het Archief van het Grootseminarie te Brugge, in: M.Nuyttens, ed., “Kloosterwezen in West-Vlaanderen. Bronnen en geschiedenis. Studiedag georganiseerd te Brugge op 21 oktober 2002” (Miscellanea Archivistica Studia 152), Brussel, 2003, p.49-67.
- Nieuwe gegevens over kroniekschrijver Guilielmus Vandermeulen van Roesbrugge, in: “Biekorf”, 104 (2004), p.148-151.
- Een vergeten Brugse componist herontdekt, in: “Ministrando”, 40 (2004), p.335-342.
- Een vergeten Brugse componist, in: "Muziek & Woord", 30 (2004), oktober, p.20.
- In memoriam kanunnik Boudewijn Janssens de Bisthoven (Brugge, 10 februari 1914–Brugge, 1 juli 2005), in: “Handelingen van het Genootschap voor Geschiedenis te Brugge”, 142 (2005), p.356-357 (ook verschenen in: “Historici Lovanienses”).
- Jacobus Willems en het muziekleven in de Sint-Donaaskathedraal in Brugge (1624-1645), in: “Handelingen van het Genootschap voor Geschiedenis te Brugge”, 142 (2005), p.267-307.
- Latijnse lijkredes voor keizerin Maria Theresia, in: “Biekorf”, 105 (2005), p.31-33.
- Twee oud-archivarissen van het bisdom overleden, in: “Ministrando”, 41 (2005), p.808-810.
- De religieuzenstad (“Brugge van toen & nu”, 15), Zwolle, 2006.
- Het Sint-Donaaskapittel en de Duinenabdij: buren op de Brugse Burg (1624-1649), in: “Handelingen van het Genootschap voor Geschiedenis te Brugge”, 143 (2006), p.199-206.
- Pastoors op zoek naar een geschikte woonst in het decanaat Torhout (1716-1778), in: “Handelingen van het Genootschap voor Geschiedenis te Brugge”, 144 (2007), p.337-350.
- Afscheid van twee oud-pastoors … en van een priestermodel, in: “Ons Wingene”,10 (2007), p.13-17.
- (met Doenja Van Belleghem), Het bisschopshuis, in: “In de Steigers”, 15 (2008), p.110-120.
- De inrichting van het Brugse Grootseminarie (1833-1886), in: “In de Steigers”, 15 (2008), p.123-129.
- Het Grootseminarie te Brugge. De voormalige Duinenabdij, Brugge, 2009.
- (met Leo Loosveld), De impact van de Eerste Wereldoorlog op het cisterciënzererfgoed te Brugge, in: “Novi Monasterii” 8 (2009), p.25-49.
- Kerk en samenleving op de drempel van de oprichting van de Mechelse kerkprovincie, in: “Internationaal Katholiek Tijdschrift Communio”, 34 (2009), p.161-170.
- Bouwplannen voor de pastorieën van Wingene en Zwevezele (1738-1779), in: “Ons Wingene”, 12 (2009), p.101-110.
- De invoering van de retraite in onze gewesten, in: “Biekorf”, 110 (2010), p.334-335.
- Het handschrift, een introductie, in: B.Gevaert, ed., Over vogels/De avibus, Brugge, 2010, p.8-9.
- Het vogelrijk: een spiegel van het kloosterleven, in: "De Kovel", 4 (2011), p.30-37.
- Het theologisch onderricht in het Brugse seminarie in de 18de eeuw, in: “Handelingen van het Genootschap voor Geschiedenis te Brugge”, 149 (2012), p.267-292.
- Verwikkelingen bij een pastoorsbenoeming te Reninge in 1667, in: “Westhoek. Tijdschrift voor geschiedenis & familiekunde in de Vlaamse & Franse Westhoek ”, 29 (2013), p.375-384.
- Twintig jaar strijd om het pastoorsambt in Zandvoorde (1693-1713), in: "Jaarboek Erfgoedkring Oudenburg", 2 (2015), p.58-73.
- Een Amsterdammer bisschop van Brugge. Hendrik Jozef van Susteren (1716-1742), in: "Brugge die Scone", 37(2016), p.52-54.
- De "Codex Aldenburgenis" "imago mundi" en abdijkroniek, in: J.L.Meulemeester, ed., Van perkament naar papier. Het scriptorium en de bibliotheek van de Sint-Pietersabdij van Oudenburg, s.l., 2017, p.46-59.
- Les ordinations des moines de l'abbaye de Saint-Winoc à Bruges et Ypres (1627-1792), in: Annales du Comité Flamand de France, 70 (2019), p.167-174.
- De keizer en de kanunnik, in: H.Gevaert, H.Anseeuw & J.Anseeuw, ed. Brugge voor Napoleon. Een stad onder Frans bewind (1795-1815), Sterck & De Vreese, 2021, p.283-291.
- De pastoor van Zwevezele op reis naar Parijs in 1810, in: “Ons Wingene”, 24 (2021), p.122-133.
- “Non conveniunt authores”. Theological College Notes in the 18th-Century Seminary of Bruges, in: "Revue d'histoire ecclésiastique", 118 (2023), p.592-654.
- Artikelenreeks 2000 jaar kerkgeschiedenis in "Kerk en Leven" (1999-2000).
- Diverse notities in: L.Busine & L.Vandamme, eds., Besloten wereld. Open boeken. Middeleeuwse handschriften in dialoog met actuele kunst, Tielt, 2002.
- Boekbesprekingen in: “’t Bruggetje” (1988), “Handelingen van het Genootschap voor Geschiedenis te Brugge” (1991, 2002, 2004, 2007, 2009, 2013-2014, 2017, 2021-2022) en “Collationes - Vlaams Tijdschrift voor Theologie en Pastoraal” (1992, 2004, 2016-2022).
- Literatuursignalementen in: “Handelingen van het Genootschap voor Geschiedenis te Brugge” (2010, 2013, 2014).
- Nederlandse vertaling: J.P.Delville, Martinus van Tours in historisch opzicht, in: “Collationes. Vlaams Tijdschrift voor Theologie en Pastoraal”, 28 (1998), p.179-203.
- Nederlandse bewerking van: E.Norman, The Roman Catholic Church. An illustrated history, London, 2007 (idem, De rooms-katholieke kerk. Een geïllustreerde geschiedenis, Tielt, 2007).

### Religieuze publicaties
- Editoriaal en wekelijks commentaar bij de zondagsliturgie, in: “Bidden in de Kerk”, 1-8 (1993-2000).
- Het jubeljaar in Engeland, in: “Ministrando”, 37 (2001), p.27-30.
- Column Lingua vivens, in: “Vere Sanctus. Nieuwsbrief van de Vlaamse Werkgroep voor Hedendaagse Latijnse Liturgie”, 1 (2002- ).
- Emiel De Smedt at Vatican II and the Ecumenical Vocation of the Brugge Diocese, in: M.Woodruff, ed., The Unity of Christians: the Vision of Paul Couturier, Oxford, 2003, p.91-95.
- Over heiliging door liturgie en sacramenten, in: “Vere Sanctus. Nieuwsbrief van de Vlaamse Werkgroep voor Hedendaagse Latijnse Liturgie”, 8 (2009), nr.2, p.2-3.
- "Bisschop van de armen" herdacht in Lincoln, in: “Ministrando”, 46 (2010), p.254-258.
- De eucharistische aanbidding gisteren: historisch overzicht (lezing te Antwerpen, 11 oktober 2014 - vwhll.romanliturgy.org/2014.html).
- "Zie hier Gods woning onder de mensen!" (Apoc.21,3). Heilige ruimte of plaats van samenkomst?, in: "Bulletin van de Vereniging voor Latijnse Liturgie", nr.119 (juli 1915), p.4-11.
- Te gast bij de Ambrosiaanse ritus. De vierde conferentie Sacra Liturgia (Milano, 2017), in: "Bulletin van de Vereniging voor Latijnse Liturgie", nr.125 (augustus 2017), p.13-17.

## Voetnoot
- Bibliothèque nationale de France: cb150687913 (data)
- International Standard Name Identifier: 0000 0000 4239 5275
- Library of Congress Control Number: n97042725
- Nederlandse Thesaurus van Auteursnamen: 154333972
- Virtual International Authority File: 299271
- WorldCat: E39PBJvmPwWMDTBPkRX8Tgx7HC